# おやゆび姫 サンベリーナ
『おやゆび姫 サンベリーナ』（おやゆびひめ サンベリーナ、原題：Thumbelina）は、デンマークの童話作家のハンス・クリスチャン・アンデルセンの代表作の1つである『おやゆび姫』を原作とするアニメ映画である。

## 登場人物
- サンベリーナ（声：ジョディ・ベンソン/麻生かほ里）
- プリンス・コーネリアス（声：ゲイリー・イムホフ/駒田はじめ）
- ジャキモ（声：ジーノ・コンフォルティ/山寺宏一）
- マザー（声：バーバラ・クック/杉村理加）
- ヒーロー（声：ウィル・ライアン）
- クイーン・タバサ（声：ジューン・フォーレイ/磯辺万沙子）
- キング・コルベール（声：ケネス・マース/梅津秀行）
- グルンデル・トード（声：ジョー・リンチ/安西正弘）
- ミセス・ドロレス'ママ'トード（声：チャロ/松本梨香）
- モゾ・トード（声：ダニー・マン）
- グリンゴ・トード（声：ローレン・レスター）
- ベビー・バグ（声：ケンドール・カニンガム）
- バークレー・ビートル（声：ギルバート・ゴットフリード/神谷明）
- ミセス・ラビット（声：パット・ムシック）
- ミスター・フォックス（声：ニール・ロス）
- ミスター・ベア（声：ニール・ロス）
- ミス・フィールドマウス（声：キャロル・チャニング/三ツ矢雄二）
- ミスター・モル（声：ジョン・ハート/金尾哲夫）
- レヴェレンド・ラット（声：ウィル・ライアン）
- カウ（声：トニー・ジェイ）

## スタッフ
- 原作：ハンス・クリスチャン・アンデルセン
- 監督：ドン・ブルース、ゲイリー・ゴールドマン
- 脚本：ドン・ブルース
- 音楽：バリー・マニロウ、ウィリアム・ロス
- 美術：スコット・ケイプル
- アートディレクション：バリー・アトキンソン
- 製作：ドン・ブルース、ゲイリー・ゴールドマン、ジョン・ポメロイ

## その他
キャロル・チャニングが歌う劇中歌"Marry the Mole!"が第15回ゴールデンラズベリー賞最低主題歌賞を受賞。
なお、アニメーション映画がゴールデンラズベリー賞を受賞するのは、2014年にケルシー・グラマーが『オズ めざせ！エメラルドの国へ』で最低助演男優賞を受賞するまで20年間、本作が唯一であった。
2012年3月16日、Blu-ray Disc版が発売された。
本作は元々ワーナー・ブラザース映画が配給していたが、後に20世紀フォックス（現：20世紀スタジオ）が権利を取得。更に同社がウォルト・ディズニー・カンパニーに買収されたため、2023年現在は同社が権利を有する他、同社が展開する定額制動画配信サービス「Disney+」のインターフェイスにスターが追加された際、本作も同サービスにて配信が開始されている。